# Himalcoelotes subsherpa
Himalcoelotes subsherpa är en spindelart som beskrevs av Wang 2002. Himalcoelotes subsherpa ingår i släktet Himalcoelotes och familjen mörkerspindlar.
Artens utbredningsområde är Nepal. Inga underarter finns listade i Catalogue of Life.